# Tobias Thorning Jørgensen
Tobias Thorning Jørgensen (født 6. februar 2000) er en dansk paralympisk dressurrytter, fra Hejls nær Christiansfeld.
Han vandt paralympisk guld i dressur ved Sommer-PL 2020 i Tokyo, med hesten Jolene Hill, to gange, i disciplinerne individuel test i grad III, med resultatet 78,971% og kür grad III med 84,367%. Han var også repræsenteret i holdmesterskabet Grad IV, hvor Danmark blev nummer 4. Han blev udtaget af Parasport Danmark til legene, for første gang den 4. juni 2021, efter at have kvalificeret sig.
Han blev dansk mester paradressur i oktober 2017, som bare 17-årig. Han lider af en sjælden muskelsygdom.
Han vandt også to EM-guldmedaljer ved EM i paradressur i Rotterdam.
Han var nomineret til idrætsprisen Årets Fund, af Danmarks Idrætsforbund, Team Danmark og Politiken, i december 2019.
Hans mor, Line Thorning Jørgensen, er selv pararytter og har tidligere selv deltaget ved Sommer-PL 2004 Athen, Sommer-PL 2008 i Beijing og Sommer-PL 2012 i London.